# Endemol
Endemol Shine Group là một công ty sản xuất và phân phối truyền hình quốc tế có trụ sở tại Hà Lan, với các công ty con và liên doanh ở 23 quốc gia, bao gồm cả Vương quốc Anh, Hoa Kỳ, Pháp, Mexico, Tây Ban Nha, Ý, Đức, Brazil, Chile, Argentina, Cộng hoà Dominica, Ba Lan, Bồ Đào Nha, Nga, Ấn Độ, Nam Phi, Liban, Maroc, Philippines, Bỉ, Thổ Nhĩ Kỳ, Úc và Việt Nam.
Kể từ tháng 3 năm 2019, Endemol Shine Group là một liên doanh của The Walt Disney Company (thông qua bộ phận Walt Disney Direct-to-Consumer and International) và quỹ đầu tư tư nhân Apollo Global Management, với cả hai công ty sở hữu 50%. Sophie Turner Laing là Giám đốc điều hành của Endemol Shine Group.

## Lịch sử
Endemol được thành lập vào năm 1994 bởi một sáp nhập công ty sản xuất truyền hình thuộc sở hữu của Joop van den Ende và John de Mol, tên bắt nguồn từ sự kết hợp tên của họ. Endemol có chuyên môn trong lập trình định dạng mà có thể được điều chỉnh cho các nước khác nhau trên thế giới cũng như nền tảng phương tiện truyền thông khác nhau. Một thành công đáng chú ý đã được các chương trình truyền hình thực tế Big Brother, với các phiên bản ở nhiều nước sau khi phiên bản đầu tiên của Hà Lan. Các ví dụ khác bao gồm Miljoenenjacht (bán cho hơn 75 quốc gia), The Money Drop (bán tại hơn 50 quốc gia), Fear Factor (được bán ở 30 quốc gia) và Wipeout (bán tại hơn 30 quốc gia). Trong những năm gần đây công ty cũng đã được mở rộng ra bộ phim tiếng Anh của mình với show như chức danh như The Fall, hơi xanh che, Ripper Street và Black Mirror ở Anh và Hell On Wheels ở Mỹ. Trong tháng 11 năm 2013 công ty đưa ra Endemol Beyond, một bộ phận quốc tế chuyên về nội dung ban đầu cho nền tảng video kỹ thuật số như YouTube.
Năm 2000, Endemol đã được bán cho người Tây Ban Nha viễn thông và phương tiện truyền thông công ty Telefónica cho 5,5 tỷ euro. Trong tháng 11 năm 2005, 25% của Endemol được đưa công cộng, và kể từ đó được niêm yết trên sàn chứng khoán Euronext Amsterdam dưới biểu tượng cổ EML. On ngày 14 tháng 5 năm 2007, còn lại 75% cổ phần của Endemol đã được mua bởi một tập đoàn, Edam Acquisition, dẫn đầu bởi Mediaset, các công ty kiểm soát bởi gia đình Silvio Berlusconi, và bao gồm cả các công ty đầu tư Cyrte, trong nguyên tác mà người đồng sáng lập John de Mol có cổ phần [1] Các tập đoàn công bố vào ngày 06 tháng 8 năm 2007, mà mình đang sở hữu 99,54% cổ phần của Endemol, sau khi một đề nghị mua cổ phần còn lại đã đi qua trên 03 tháng 8 năm 2007. nó hỏi những thị trường chứng khoán Euronext cho một hủy bỏ niêm yết của Endemol.
Nó đã được báo cáo trong năm 2010 công ty nợ nần là 3 tỷ USD. Sau đó, vào năm 2011, nó đã được báo cáo rằng các khoản nợ đã tăng lên đến 41 tỷ USD.
Một cơ cấu lại khoản vay đã được lên kế hoạch cho năm 2011 khi Endemol đã được dự kiến sẽ vi phạm giao ước nợ của nó. Vào ngày 30 tháng 6, các giao ước nợ đã vi phạm cùng một lúc mà CEO Ynon Kreiz rời công ty và Vương quốc Anh công ty con Endemol của không nộp báo cáo tài khoản hàng năm của nó. Ngày 23 tháng 3 năm 2012, nợ Endemol đã được chuyển đổi thành cổ phiếu bởi công ty cổ phần tư nhân Apollo Global Management. Vào ngày 03 tháng 4 năm 2012, Mediaset bán phần lớn cổ phần của mình trong Endemol để Apollo và quản lý tài sản Dutch Cyrte, và Endemol cơ cấu lại phần lớn các khoản nợ của mình. Các giám đốc điều hành hiện tại là Chỉ cần Spee. Ngày 15 tháng 5 năm 2014, Apollo và 21st Century Fox đã công bố một liên doanh để kết hợp Bóng Group và 21st Century Fox của Endemol và CORE Media Group của Apollo. Các thỏa thuận đóng Tháng Mười năm 2014.
Trong những năm qua Endemol đã mở rộng sự hiện diện quốc tế của mình bằng cách bắt đầu hoạt động tại các thị trường mới hoặc bằng cách mua lại các công ty sản xuất hiện có. Gần đây nhất, vào tháng 12 năm 2013, Endemol đã trở thành một cổ đông trong Channel 2 nhận quyền Reshet của Israel, sau khi mua lại vào tháng tư của một cổ phần kiểm soát trong sản xuất độc lập của Israel Kuperman, mà bây giờ là Endemol Israel.
Ngày 17 tháng 12 năm 2014, Endemol sáp nhập với các đồng nghiệp công ty con Apollo Global Management lõi Media, nhà sản xuất của Idols, và đơn vị Shine 21st Century Fox, với những kết quả "mega-indie 'áp dụng cái tên" Endemol Shine Group ", mà là một 50: 50 công ty liên doanh của cả công ty mẹ. Tên hiệu lực từ ngày 1 tháng 1 năm 2015. công ty tiền thân 21st Century Fox, News Corporation Rupert Murdoch, đã có trong năm 2011 đã mua Bóng (người sáng lập và chủ tịch cho đến năm 2015 sáp nhập: con gái Elisabeth Murdoch) cho 673 triệu USD. Sau cuộc đấu thầu bản quyền phát sóng FIFA World Cup 2018 của 21st Century Fox, người có giá trị quyền phát sóng tại Hoa Kỳ đã giảm mạnh do không đủ điều kiện quốc gia, công ty đã bán tất cả tài sản giải trí, bao gồm Endemol Shine, cho Công ty The Walt Disney Company. Thỏa thuận đóng cửa vào tháng 3 năm 2019.
Endemol Shine Group là đơn vị cung cấp bản quyền cho việc sản xuất các chương trình tại Việt Nam:Thử thách cùng bước nhảy: So You Think You Can Dance, Siêu trí tuệ Việt Nam, Tường lửa,Hành khách cuối cùng, Đấu trường 100, Đi tìm ẩn số, Gương mặt thân quen,....

## Các chương trình được bản quyền Endemol tại Việt Nam
- Tiếp sức
- Đọ sức âm nhạc
- Gương mặt thân quen
- Gương mặt thân quen Nhí
- Tường lửa
- Hành khách cuối cùng
- Đi tìm ẩn số
- Đừng để tiền rơi
- Đấu trường 100
- Hợp ca tranh tài
- Không thỏa hiệp
- Siêu trí tuệ Việt Nam
- 5 Vòng vàng kì ảo
- Thử thách cùng bước nhảy
- Giọng hát Việt
- Giọng hát Việt Nhí
- Khắc nhập khắc xuất
- Những ẩn số vàng
- Người bí ẩn
- Người giấu mặt
- Trẻ em luôn đúng
- Một bước để chiến thắng
- Học viện ngôi sao
- Người kế tiếp
- Chơi chữ
- Khám phá chữ Việt
- Ô chữ vàng
- Con biết tuốt
- 100 triệu 1 phút
- 100 giây rực rỡ
- Vie Network 4G FREE